# Hot Potatoes
Hot Potatoes es un software para crear ejercicios educativos que posteriormente se pueden realizar a través de la web.
Fue desarrollado por el equipo de University of Victoria, CALL Laboratory Research and Development.
Este software está diseñado para poder personalizar muchas de las características de las páginas. Por tanto, si el usuario sabe algo de código HTML o de JavaScript, podrá hacer los cambios deseados en la forma de trabajar de los ejercicios o en el formato de las páginas web.

## Licencia de software
Se lo considera un software de tipo freeware porque su licencia no es libre, aunque desde el 1 de septiembre de 2009 se distribuye la versión sin limitaciones, a través de la sección de "descargas" de su sitio web oficial. Anteriormente a esa fecha, fue de distribución libre y gratuita para profesores que utilizaban el software sin ánimo de lucro pero había que registrar el programa, porque en caso contrario no tenía una funcionalidad completa y tenía limitaciones.

## Desarrolladores
Hot Potatoes fue desarrollado por el Centro de Humanidades y Computación de la Universidad de Victoria, en Canadá. Para asuntos comerciales se ha creado la empresa Half-Baked Software Inc.

## Ejercicios educativos
Los ejercicios educativos que se pueden crear con esta herramienta son de alguno de los siguientes tipos:
- Respuestas cortas
- Selecciones múltiples
- robalo burbuja
- Crucigramas
- Emparejamientos
- Variados

Hot Potatoes es un conjunto de seis herramientas de autor, que permiten elaborar ejercicios interactivos basados en páginas web de seis tipos básicos.
La interactividad de los ejercicios se consigue mediante JavaScript (un "Script" es código que hace algo en la página Web). Este código está hecho con un lenguaje llamado JavaScript inventado por Netscape.

## Incompatibilidades
Se han observado ciertas incompatibilidades con algunos navegadores como Firefox.